# Atletiek op de Paralympische Zomerspelen 2024 - 200 m vrouwen T64
De 200 meter voor vrouwen klasse T64 op de Paralympische Zomerspelen 2024 vond plaats op 7 september in het Stade de France. Deze klasse is voor atleten met een prothese vanwege een beenamputatie of een beenlengteverschil. Dit is een gecombineerde klasse met T44. De winnares van 2020 was Marlène van Gansewinkel uit Nederland, zij werd in 2024 opgevolgd door haar landgenote Kimberly Alkemade. Marlène van Gansewinkel behaalde het zilver en Irmgard Bensusan uit Duitsland won de bronzen medaille.

## Records
Voorafgaand aan het toernooi waren dit de wereldrecords en Paralympische records.
| Wereldrecord        | T44 | Duitsland Irmgard Bensusan        | 26.15 | Leverkusen | 21 juni 2019     |
| Paralympisch record | T44 | Duitsland Irmgard Bensusan        | 26.41 | Tokio      | 31 augustus 2021 |
|                     |     |                                   |       |            |                  |
| Wereldrecord        | T64 | Nederland Kimberly Alkemade       | 25.29 | Parijs     | 14 juni 2024     |
| Paralympisch record | T64 | Nederland Marlène van Gansewinkel | 26.22 | Tokio      | 31 augustus 2021 |

## Series
De eerste drie van beide series kwalificeerden zich direct voor de finale. Van de overgebleven atletes kwalificeerden bovendien de twee snelsten zich voor de finale.

#### Serie 1
| Rang | Baan | Kl. | Naam                         | Naam | Tijd  | Bijz. |
| ---- | ---- | --- | ---------------------------- | ---- | ----- | ----- |
| 1    | 5    | T64 | Marlène van Gansewinkel      | NED  | 26.36 | Q     |
| 2    | 7    | T64 | Fiona Pinar Batalla          | ESP  | 27.42 | Q, PB |
| 3    | 8    | T64 | Marissa Papaconstantinou     | CAN  | 27.47 | Q     |
| 4    | 4    | T64 | Beatriz Hatz                 | USA  | 27.86 | q     |
| 5    | 6    | T44 | Tezna Kirstin Abrahams       | RSA  | 31.17 | PB    |
| 6    | 3    | T64 | Amaris Sofia Vazquez Collazo | PUR  | 33.02 | SB    |

### Serie 2
| Rang | Baan | Kl. | Naam                       | Naam | Tijd  | Bijz. |
| ---- | ---- | --- | -------------------------- | ---- | ----- | ----- |
| 1    | 5    | T64 | Kimberly Alkemade          | NED  | 26.31 | Q     |
| 2    | 7    | T44 | Irmgard Bensusan           | GER  | 27.41 | Q     |
| 3    | 6    | T44 | Annie Carey                | USA  | 27.87 | Q     |
| 4    | 4    | T64 | Anna Steven                | NZL  | 29.13 | q, SB |
| 5    | 8    | T64 | Yaimillie Marie Diaz Colon | PUR  | 29.55 |       |

## Finale
| Rang   | Baan | Kl. | Naam                     | Naam | Tijd  | Bijz. |
| ------ | ---- | --- | ------------------------ | ---- | ----- | ----- |
| Goud   | 8    | T64 | Kimberly Alkemade        | NED  | 25.42 | PR    |
| Zilver | 6    | T64 | Marlène van Gansewinkel  | NED  | 26.14 |       |
| Brons  | 7    | T44 | Irmgard Bensusan         | GER  | 26.77 | SB    |
| 4      | 9    | T64 | Marissa Papaconstantinou | CAN  | 27.30 |       |
| 5      | 3    | T64 | Beatriz Hatz             | USA  | 27.45 |       |
| 6      | 5    | T44 | Annie Carey              | USA  | 27.62 |       |
| 7      | 4    | T64 | Fiona Pinar Batalla      | ESP  | 27.87 |       |
| 8      | 2    | T64 | Anna Steven              | NZL  | 29.37 |       |